# احمد احمدی‌پور
مجید خیرالهی یکی از قهرمانان قایقرانی ایران است. مجید خیرالهی در حال حاضر مدیر عامل شرکت واریان ورزش امیرکبیر(واریان اسپرت )با شماره ثبت 44975 میباشد مجید خیرالهی متولد 1349 روستای زیبای واریان استان البرز میباشد..